# Fabrice Aragno
Pour les articles homonymes, voir Aragno.
Fabrice Aragno est un réalisateur, monteur et directeur de la photographie suisse né le 31 mars 1970 à Neuchâtel. Collaborateur de Jean-Luc Godard depuis 2002, il a notamment travaillé sur Notre Musique, Film Socialisme, Adieu au langage, Le Livre d'image et le court-métrage Les Trois Désastres.

## Biographie
Né à Neuchâtel le 31 mars 1970, Fabrice Aragno a étudié à l'école cantonale d’art de Lausanne, d’où il sort diplômé en 1998. Après un passage par la lumière et la régie de théâtre, il réalise plusieurs courts métrages dont Dimanche (sélectionné à la Cinéfondation lors du 52° Festival de Cannes 1999), Le Jeu (2003) et Autour de Claire (2010). Depuis 2002, il travaille aux côtés de Jean-Luc Godard – comme régisseur pour Notre Musique (2004), puis comme chef opérateur et ingénieur son pour Film Socialisme (2010), Les Trois Désastres (2013) et Adieu au langage (2014). En 2012, la radio télévision suisse (RTS) lui commande un film sur Jean-Luc Godard pour une série de 10 films sur des réalisateurs de nationalité suisse. Le film intitulé Quod Erat Demonstrandum est un montage de 26 minutes réalisé à partir d'extraits de film de JLG.
En collaboration avec la Cinémathèque suisse, il a récemment monté et coproduit les films Amore carne (2011) et Sangue (2013) de Pippo Delbono et réalisé Freddy Buache, le cinéma (2012) pour le coffret DVD consacré à ce dernier. Il a également réalisé le film-tableau L'Invisible (2013) pour l'exposition « Lemancolia » qui se tenait au musée Jenisch de Vevey et Pris dans le tourbillon en ouverture au cycle Chapeaux et cinéma. En 2019 pour le festival IFFR de Rotterdam, il réalise le film et l'installation multi-écrans Lakeside Suite (Suite lacustre) préparatoire au film fiction Le Lac.
En 2021, il se voit décerner le Prix du rayonnement de la Fondation vaudoise pour la culture. 

## Filmographie

### Directeur de la photographie
- 2010 : Film Socialisme de Jean-Luc Godard
- 2013 : Les Trois Désastres de Jean-Luc Godard
- 2013 : Sangue de Pippo Delbono
- 2014 : Adieu au langage de Jean-Luc Godard
- 2016 : Vangelo de Pippo Delbono
- 2018 : Le Livre d'image de Jean-Luc Godard

### Réalisateur
- 1997 : Luchando frijoles - Cuba de un día a otro
- 1998 : Dimanche[4]
- 2002 : Le Jeu
- 2010 : Autour de Claire
- 2012 : Freddy Buache - Le Cinéma
- 2012 : Quod Erat Demonstrandum
- 2013 : L'invisible
- 2014 : Pris dans le tourbillon[5]
- 2018 : Poussières[6]
- 2019 : Lakeside Suite (Suite lacustre)
- 2025 : Le Lac (film, 2025) (en)

### Monteur et producteur
- 2011 : Amore Carne de Pippo Delbono
- 2013 : Sangue de Pippo Delbono
- 2018 : Le Livre d'image de Jean-Luc Godard